# Sylvester William Treinen
Sylvester William Treinen (* 19. November 1917 in Donnelly, Minnesota, USA; † 30. September 1996) war Bischof von Boise City.

## Leben
Sylvester William Treinen empfing am 11. Juni 1946 das Sakrament der Priesterweihe.
Am 19. Mai 1962 ernannte ihn Papst Johannes XXIII. zum Bischof von Boise City. Der Bischof von Bismarck, Hilary Baumann Hacker, spendete ihm am 25. Juli desselben Jahres die Bischofsweihe; Mitkonsekratoren waren der Bischof von Saint Cloud, Peter William Bartholome, und der Bischof von Sioux Falls, Lambert Anthony Hoch. Die Amtseinführung erfolgte am 3. August 1962.
Am 17. August 1988 nahm Papst Johannes Paul II. das von Sylvester William Treinen aus Altersgründen vorgebrachte Rücktrittsgesuch an.